# Khaf (Verwaltungsbezirk)
Khaf (persisch شهرستان خواف) ist ein Schahrestan in der Provinz Razavi-Chorasan im Iran. Er enthält die Stadt Khaf, welche die Hauptstadt des Verwaltungsbezirks ist.

## Demografie
Bei der Volkszählung 2016 betrug die Einwohnerzahl des Schahrestan 138.972. Die Alphabetisierung lag bei 84 Prozent der Bevölkerung. Knapp 49 Prozent der Bevölkerung lebten in urbanen Regionen.
| Zensusjahr | Einwohnerzahl |
| ---------- | ------------- |
| 2011       | 121.859       |
| 2016       | 138.972       |